# Stefan Džodić
Stefan Džodić (in serbo Стефан Џодић?; Montpellier, 15 marzo 2005) è un calciatore serbo, centrocampista dell'Almería.

## Biografia
È figlio dell'ex calciatore Nenad Džodić, che ha a sua volta giocato per molti anni nel Montpellier (Stefan è nato nella città francese proprio durante la militanza del padre in questo club).

## Carriera

### Club
Džodić è cresciuto nel settore giovanile del Montpellier ed ha debuttato in prima squadra il 15 settembre 2024 nell'incontro di Ligue 1 perso 3-0 contro il Rennes.

### Nazionale
Ha giocato nelle nazionali giovanili serbe Under-17, Under-18 ed Under-21.

## Statistiche

### Presenze e reti nei club
Statistiche aggiornate al 30 giugno 2025.
| Stagione             | Squadra              | Campionato           | Campionato | Campionato | Coppe nazionali | Coppe nazionali | Coppe nazionali | Coppe continentali | Coppe continentali | Coppe continentali | Altre coppe | Altre coppe | Altre coppe | Totale | Totale | Totale |
| Stagione             | Squadra              | Comp                 | Pres       | Reti       | Comp            | Pres            | Reti            | Comp               | Pres               | Reti               | Comp        | Pres        | Reti        | Pres   | Reti   |        |
| -------------------- | -------------------- | -------------------- | ---------- | ---------- | --------------- | --------------- | --------------- | ------------------ | ------------------ | ------------------ | ----------- | ----------- | ----------- | ------ | ------ | ------ |
| 2022-2023            | Montpellier 2        | N2                   | 3          | 0          | -               | -               | -               | -                  | -                  | -                  | -           | -           | -           | 3      | 0      |        |
| 2024-2025            | Montpellier 2        | N2                   | 5          | 0          | -               | -               | -               | -                  | -                  | -                  | -           | -           | -           | 5      | 0      |        |
| Totale Montpellier 2 | Totale Montpellier 2 | Totale Montpellier 2 | 8          | 0          |                 | -               | -               |                    | -                  | -                  |             | -           | -           | 8      | 0      |        |
| 2024-2025            | Montpellier          | L1                   | 7          | 0          | CF              | 1               | 0               | -                  | -                  | -                  | -           | -           | -           | 8      | 0      |        |
| Totale carriera      | Totale carriera      | Totale carriera      | 13         | 0          |                 | 1               | 0               |                    | -                  | -                  |             | -           | -           | 14     | 0      |        |